# Gustaf Kruuse af Verchou
Gustaf Kruuse af Verchou, född 1 januari 1872 i Råda församling, Skaraborgs län, död 30 april 1959 i Svenljunga församling, Älvsborgs län,var en svensk friherre och politiker. Han var åren 1919–1920 ordförande i Svenljunga kommunalfullmäktige.
Kruuse af Verchou var son till kronojägare Fritz Vilhelm Kruuse af Verchou och Carolina Nathalia Särnmark. Han var elev vid Lidköpings lägre allmänna läroverk och Skara högre allmänna läroverk.